# Championnat de Suisse de rugby à XV 2012-2013
Navigation
Ligue nationale A 2011-2012 Ligue nationale A 2013-2014
Le championnat de Suisse de rugby à XV 2012-2013 appelé Ligue nationale A 2012-2013 est une compétition de rugby à XV qui oppose les dix meilleurs des clubs suisses. La compétition commence le 1er septembre 2012 et se termine par une finale le 15 juin 2013.
Le championnat se déroule en deux temps : une première phase dite régulière en match aller-retour où toutes les équipes se rencontrent deux fois et une phase finale à élimination directe. Les six premières équipes du classement à l'issue de la phase régulière sont qualifiées pour les playoffs. Les deux premières équipes du classement sont directement qualifiées pour les demi-finales alors que les équipes classées de la troisième à la sixième place s'affrontent en barrage pour l'attribution des deux places restantes dans le dernier carré. L'équipe classée 9e dispute un match de "promotion Ligue A/ relégation B" contre le 2e de la Ligue nationale B.

## Les clubs de l'édition 2012-2013
Les 10 équipes de la Ligue nationale A sont :
| Avusy Bâle Meyrin Plan-les-Ouates Hermance Nyon Lausanne Yverdon Zurich |

| Équipe            | Stade                                     | Capacité | Ville             |
| ----------------- | ----------------------------------------- | -------- | ----------------- |
| RC Avusy          | Complexe sportif d'Athenaz                |          | Avusy             |
| RFC Basel         | Pruntrutermatte                           |          | Bâle              |
| RC CMSG           | Stade Lucien-Vejux-de-Saint-Genis-Pouilly |          | Meyrin            |
| RC Genève PLO     | Stade des Cherpines                       |          | Plan-les-Ouates   |
| Hermance RRC      | Stade Marius Berthet                      |          | Chens-sur-Léman   |
| Lausanne UC       | Centre sportif Dorigny                    |          | Lausanne          |
| Stade Lausanne RC | Centre sportif de Chavannes               |          | Lausanne          |
| Nyon RC           | Stade de Colovray                         |          | Nyon              |
| RC Yverdon        | Terrain des Vuagères                      |          | Yverdon-les-Bains |
| GC Zurich         | Sportplatz Allmend-Brunau                 |          | Zurich            |

## Résumé des résultats

### Classement de la phase régulière
| Rang | Club              | J  | V  | N | D  | Bo | Bd | Pm  | Pe  | Diff | Pts |
| ---- | ----------------- | -- | -- | - | -- | -- | -- | --- | --- | ---- | --- |
| 1    | Hermance RRC      | 18 | 16 | 1 | 1  | 4  | 0  | 487 | 178 | +309 | 70  |
| 2    | RC Avusy (T)      | 18 | 13 | 0 | 5  | 7  | 0  | 384 | 260 | +124 | 59  |
| 3    | Nyon RC           | 18 | 11 | 0 | 7  | 11 | 0  | 440 | 225 | +215 | 55  |
| 4    | RC CMSG           | 18 | 11 | 1 | 6  | 4  | 0  | 379 | 275 | +104 | 50  |
| 5    | GC Zurich         | 18 | 10 | 0 | 8  | 8  | 0  | 380 | 364 | +16  | 48  |
| 6    | RC Genève PLO     | 18 | 9  | 1 | 8  | 8  | 0  | 431 | 285 | +146 | 46  |
| 7    | Stade Lausanne RC | 18 | 8  | 1 | 9  | 4  | 0  | 344 | 442 | -98  | 38  |
| 8    | Lausanne UC       | 18 | 4  | 0 | 14 | 7  | 0  | 203 | 334 | -131 | 23  |
| 9    | RFC Basel (P)     | 18 | 5  | 0 | 13 | 2  | 0  | 201 | 492 | -291 | 22  |
| 10   | RC Yverdon        | 18 | 1  | 0 | 17 | 5  | 0  | 204 | 588 | -384 | 9   |

|  | Qualifiés pour les demi-finales (no 1, no 2).         |
|  | Qualifiés pour les barrages (no 3, no 4, no 5, no 6). |
|  | Barrage contre le 2e de la Ligue nationale B (no 9).  |
|  | Relégué (no 10).                                      |
|  | T : tenant du titre 2012, P : promu 2012              |

Attribution des points : victoire sur tapis vert : 5, victoire : 4, match nul : 2, défaite : 0, forfait : -2 ; plus les bonus (offensif : 4 essais marqués ; défensif : défaite par 7 points d'écart ou moins).
Règles de classement : 1 nombre de points terrains ; 2 plus petit nombre de cartons rouges ; 3 différence de points dans les matchs entre équipes concernées ; 4 nombre d'essais ; 5 tirage au sort.

### Phase finale
Les deux premiers de la phase régulière sont directement qualifiés pour les demi-finales. En matchs de barrage pour attribuer les deux autres places, le troisième reçoit le sixième et le quatrième reçoit le cinquième. Les vainqueurs affrontent respectivement le deuxième et le premier.
|  | Barrages          | Barrages      |                  |             | Demi-finales | Demi-finales |  |  | Finale       | Finale       |
|  | Barrages          | Barrages      |                  |             | Demi-finales | Demi-finales |  |  | Finale       | Finale       |
|  |                   |               |                  |             |              |              |  |  |              |              |
|  | 1er juin 2013     | 1er juin 2013 |                  |             | 8 juin 2013  | 8 juin 2013  |  |  | 15 juin 2013 | 15 juin 2013 |
|  | 1er juin 2013     | 1er juin 2013 |                  |             | 8 juin 2013  | 8 juin 2013  |  |  | 15 juin 2013 | 15 juin 2013 |
|  | 1er juin 2013     | 1er juin 2013 | [1] Hermance RRC | 21          |              |              |  |  | 15 juin 2013 | 15 juin 2013 |
|  | [4] RC CMSG       | 15            | [1] Hermance RRC | 21          |              |              |  |  | 15 juin 2013 | 15 juin 2013 |
|  | [4] RC CMSG       | 15            | [5] GC Zurich    | 14          |              |              |  |  | 15 juin 2013 | 15 juin 2013 |
|  | [5] GC Zurich     | 16            | [5] GC Zurich    | 14          |              |              |  |  | 15 juin 2013 | 15 juin 2013 |
|  | [5] GC Zurich     | 16            | 8 juin 2013      | 8 juin 2013 | Hermance RRC | 32           |  |  |              |              |
|  | 1er juin 2013     |               | 8 juin 2013      | 8 juin 2013 | Hermance RRC | 32           |  |  |              |              |
|  |                   | Nyon RC       | 8 juin 2013      | 8 juin 2013 | 24           |              |  |  |              |              |
|  | [3] Nyon RC       | Nyon RC       | 8 juin 2013      | 8 juin 2013 | 24           | 22           |  |  |              |              |
|  | [3] Nyon RC       | [2] RC Avusy  | 20               |             |              | 22           |  |  |              |              |
|  | [6] RC Genève PLO | [2] RC Avusy  | 20               | 16          |              |              |  |  |              |              |
|  | [6] RC Genève PLO | [3] Nyon RC   | 28               | 16          |              |              |  |  |              |              |
|  |                   | [3] Nyon RC   | 28               |             |              |              |  |  |              |              |

### Barrage de relégation
| 6 juillet 2013 15 h 00 CET | RC Fribourg | 8 - 27 | RFC Basel | Stade du Guintzet, Fribourg Arbitre : Y. Benoît |
| 6 juillet 2013 15 h 00 CET |             |        |           | Stade du Guintzet, Fribourg Arbitre : Y. Benoît |
| 6 juillet 2013 15 h 00 CET |             |        |           | Stade du Guintzet, Fribourg Arbitre : Y. Benoît |

## Résultats détaillés

### Phase régulière

#### Tableau synthétique des résultats
L'équipe qui reçoit est indiquée dans la colonne de gauche.
| Clubs             | AVU   | BAS   | CMS   | GEN   | HER   | LAU   | SLA   | NYO   | YVE   | ZUR   |
| ----------------- | ----- | ----- | ----- | ----- | ----- | ----- | ----- | ----- | ----- | ----- |
| RC Avusy          |       | 46-16 | 20-0  | 10-6  | 0-17  | 15-10 | 36-8  | 25-13 | 54-13 | 31-17 |
| RFC Basel         | 7-22  |       | 15-20 | 19-15 | 15-12 | 13-10 | 25-3  | 13-24 | 3-20  | 12-21 |
| RC CMSG           | 9-3   | 25-0  |       | 17-12 | 15-15 | 16-11 | 17-6  | 7-33  | 92-0  | 18-20 |
| RC Genève PLO     | 38-17 | 53-5  | 17-44 |       | 11-17 | 18-9  | 42-19 | 18-29 | 89-0  | 32-20 |
| Hermance RRC      | 29-10 | 43-5  | 33-6  | 34-21 |       | 43-10 | 57-11 | 25-24 | 30-0  | 48-5  |
| Lausanne UC       | 11-20 | 12-10 | 7-12  | 0-14  | 13-14 |       | 30-0  | 9-15  | 15-8  | 16-20 |
| Stade Lausanne RC | 19-12 | 69-12 | 24-18 | 13-13 | 3-23  | 39-21 |       | 7-33  | 29-13 | 23-18 |
| Nyon RC           | 18-19 | 38-7  | 9-16  | 0-7   | 6-8   | 43-0  | 19-21 |       | 43-15 | 31-7  |
| RC Yverdon        | 15-27 | 9-15  | 21-25 | 8-15  | 10-20 | 7-9   | 27-28 | 24-39 |       | 14-25 |
| GC Zurich         | 14-17 | 44-22 | 29-22 | 24-10 | 13-19 | 37-10 | 26-22 | 10-17 | 30-0  |       |

|  | Victoire à domicile |  | Match nul |  | Défaite à domicile |

### Phase finale

#### Barrages
| 1er juin 2013 15 h 00 CET | RC CMSG | 15 - 16 | GC Zurich | Stade Lucien Vejux, Saint-Genis-Pouilly Arbitre : Y. Benoît |
| 1er juin 2013 15 h 00 CET |         |         |           | Stade Lucien Vejux, Saint-Genis-Pouilly Arbitre : Y. Benoît |
| 1er juin 2013 15 h 00 CET |         |         |           | Stade Lucien Vejux, Saint-Genis-Pouilly Arbitre : Y. Benoît |

| 1er juin 2013 15 h 00 CET | Nyon RC | 22 - 16 | RC Genève PLO | Stade de Colovray, Nyon Arbitre : M. Mouta |
| 1er juin 2013 15 h 00 CET |         |         |               | Stade de Colovray, Nyon Arbitre : M. Mouta |
| 1er juin 2013 15 h 00 CET |         |         |               | Stade de Colovray, Nyon Arbitre : M. Mouta |

#### Demi-finales
| 8 juin 2013 | Hermance RRC | 21 - 14 | GC Zurich | Terrain de Chens-le-Pont, Hermance Arbitre : Ch. Secat |
| 8 juin 2013 |              |         |           | Terrain de Chens-le-Pont, Hermance Arbitre : Ch. Secat |
| 8 juin 2013 |              |         |           | Terrain de Chens-le-Pont, Hermance Arbitre : Ch. Secat |

| 8 juin 2013 | RC Avusy | 20 - 28 | Nyon RC | Complexe sportif d'Athenaz, Avusy Arbitre : J. Szostak |
| 8 juin 2013 |          |         |         | Complexe sportif d'Athenaz, Avusy Arbitre : J. Szostak |
| 8 juin 2013 |          |         |         | Complexe sportif d'Athenaz, Avusy Arbitre : J. Szostak |

#### Finale
| 15 juin 2013 | Hermance RRC | 32 - 24 | Nyon RC | Arbitre : J. Szostak |
| 15 juin 2013 |              |         |         | Arbitre : J. Szostak |
| 15 juin 2013 |              |         |         | Arbitre : J. Szostak |